# Fazzoletto

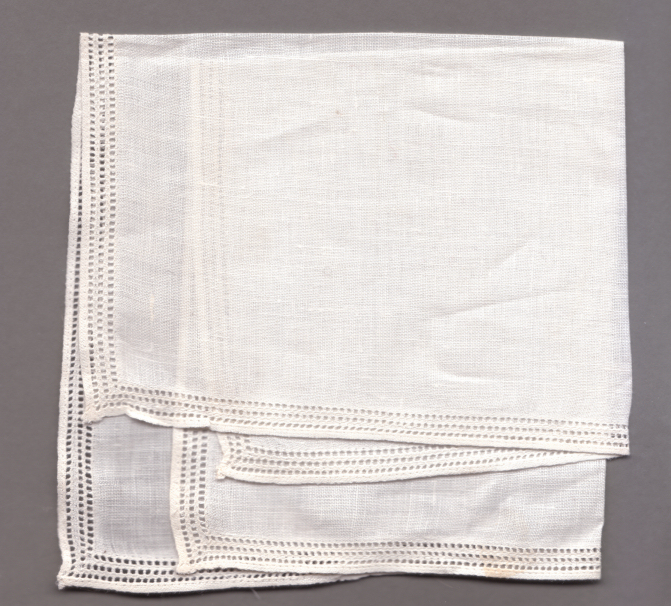
Fazzoletto di lino

Fazzoletto da taschino

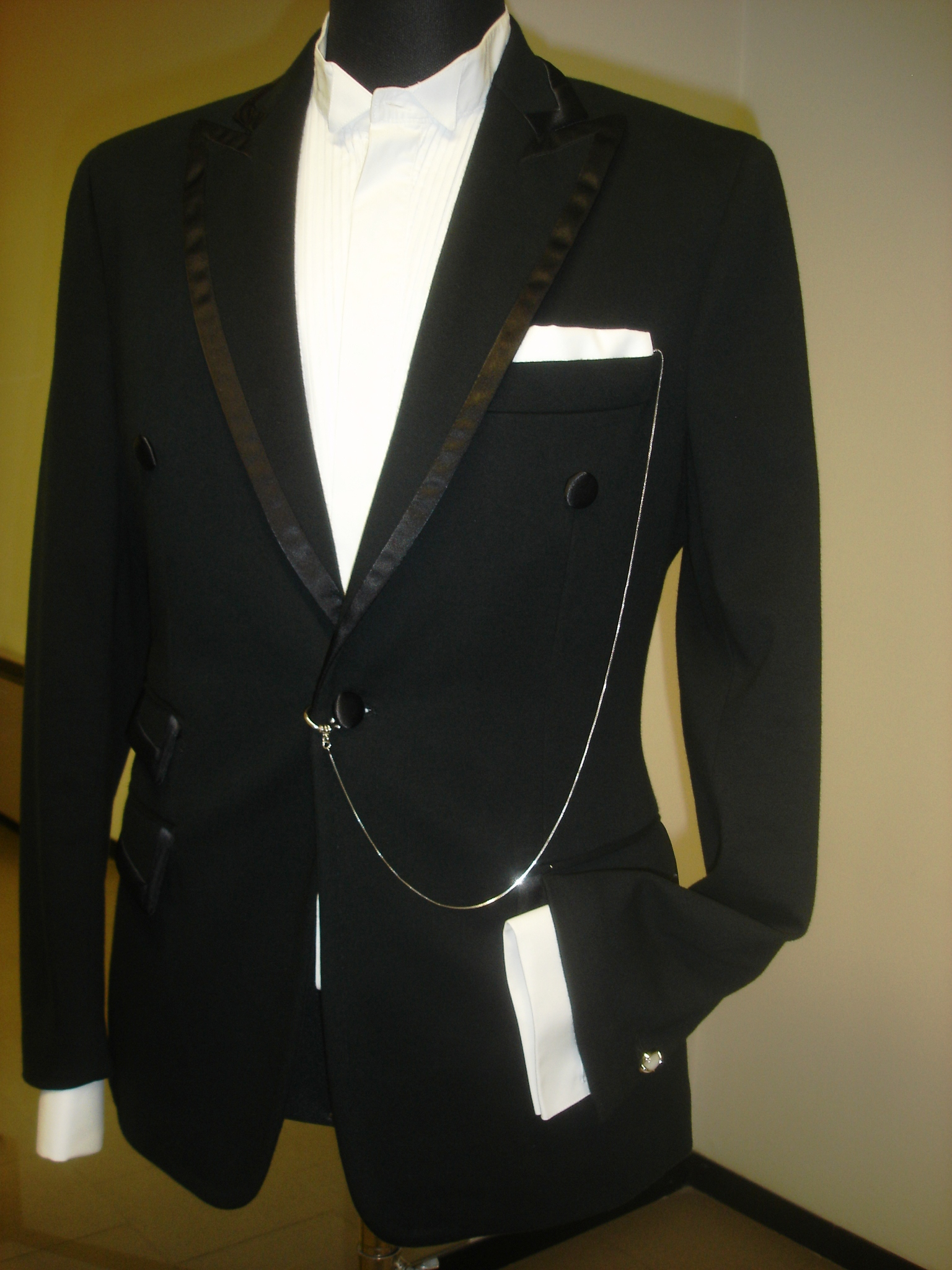
Poshfit

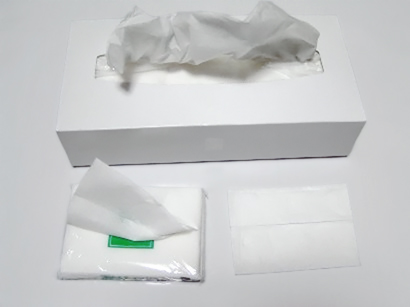
Fazzoletti di carta

Il fazzoletto è un pezzo di tessuto o di carta.

## Origine
Altri usi erano attestati fin dall'epoca dei greci e degli antichi romani: la mappula, con cui a volte è confuso, era una sorta di tovagliolo che si recava con sé se invitati a cena, per portarsi a casa gli avanzi. L'inizio dei giochi del circo era segnalato dal console che gettava una mappula nell'arena.
Fino al XIX secolo il fazzoletto fu anche un grazioso oggetto ornamentale per uomini e donne, profumato, ornato di pizzi, che si poteva portare in mano, come attestato da moltissimi ritratti antichi. Non era necessariamente adoperato per soffiarsi il naso o pulirsi la bocca, usi che, fino all'introduzione di norme più igieniche, erano eseguiti utilizzando una manica o l'orlo della veste. All'epoca era realizzato in tela leggera di cotone o lino, un tempo esclusivamente di colore bianco, oggi colorato e stampato con disegni.

## Tipi di fazzoletto
- Fazzoletto da naso da 25 a 33 cm.
- Foulard, fazzoletto di grande misura, quadrato, di seta o altri tessuti.
- Fazzoletto da taschino o da pochette (accessorio), di piccolo formato, realizzato in lino, batista o seta (quest'ultima anche colorata), sporge dal taschino di una giacca con funzione ornamentale.
- Poshfit, fazzoletto da taschino con catena gioiello che si aggancia all'asola della giacca.
- Bandana, fazzoletto in cotone colorato che si porta arrotolato intorno alla fronte per assorbire il sudore.
- Fazzoletto di carta usa e getta in cellulosa.

Il termine indica genericamente una piccola superficie, un campo molto piccolo viene chiamato fazzoletto di terra.

## Il fazzoletto nell'arte
L'uso del fazzoletto nasce in Italia e si diffonde più per il prestigio di possederlo che per ragioni igieniche.
Nell'iconografia artistica il fazzoletto nasce come "status symbol".
Nelle opere del Ghirlandaio (1449 - 1494), pittore assai attento ai costumi della Firenze del Quattrocento, viene spesso rappresentato. Alcune opere per tutte:
- Resurrezione di un fanciullo in Santa Trinita
- La vocazione di Pietro e Andrea nella Cappella Sistina
Anche il Vasari (1511 – 1574) nel Ritratto di Lorenzo il Magnifico alla Galleria degli Uffizi rappresenta un lungo fazzoletto che veniva fissato alla cintura.
Nella letteratura ottocentesca il fazzoletto è spesso un veicolo per un primo approccio di tipo sentimentale.